# Glenn Darlie
Glenn Darlie (født 14. april 1985) er en fodboldspiller (midtbane), der spiller for FC Græsrødderne. Han har blandt andet spillet for Næstved, Brøndby, AB og FC Roskilde. 

## Karriere
I 2016 blev han en del af amatørfodboldholdet FC Græsrødderne.